# Conflitos luso-malaios
Os conflitos luso-malaios foram os confrontos militares entre as forças do Império Português e os vários estados e dinastias malaias, travados intermitentemente de 1509 a 1641 na Península da Malásia e no Estreito de Malaca.

## Contexto
Em 1498 Vasco da Gama desembarcou em Calecute, no culminar de décadas de exploração e esforços para descobrir um caminho marítimo para a Índia. Regressou a Lisboa em 1499, inaugurando assim uma nova era de presença europeia no Oriente.
O rei D. Manuel pretendia envolver-se no comércio do Oceano Índico e esperava obter grandes lucros com a importação de especiarias para a Europa através da Rota do Cabo, contornando os numerosos intermediários no Mar Vermelho, Egipto e Médio Oriente, onde eram adquiridas por mercadores venezianos e colocadas nos mercados europeus a preços altíssimos.
Pelo menos desde 1505 que o rei D. Manuel tinha conhecimento da existência do rico empório de Malaca, a partir de informações recolhidas em segunda mão recolhidas por capitães na Índia ao seu serviço. A cidade portuária de Malaca controlava o estratégico Estreito de Malaca, através do qual passava todo o comércio marítimo entre a China e a Índia. Despachou por isso uma missão comercial para a cidade sob o comando de Diogo Lopes de Sequeira, encarregue de estabelecer contactos com o seu sultão e firmar amistosas relações comerciais e diplomáticas.

## Primeira Guerra Luso-Malaia (1509-1526)

### Batalha de Malaca (1509)
Diogo Lopes de Sequeira alcançou Malaca e foi recebido hospitaleiramente pelo sultão Mamude, que concedeu ao capitão português autorização para abrir uma feitoria na cidade. Ciosa dos seus interesses e temendo que os portugueses viessem a tornar-se concorrentes inoportunos, a influente comunidade mercantil muçulmana da cidade logrou convencer o sultão a virar-se contra os portugueses.
Os navios portugueses que estavam no porto foram atacados de surpresa pela frota de Malaca e Diogo Lopes de Sequeira mandou regressar à Índia de imediato, deixando para trás, em terra, vários portugueses que foram capturados na feitoria, presos e torturados.

### Conquista de Malaca (1511)
Os portugueses deixados para trás em Malaca ficaram sob a chefia do feitor Rui de Araújo que, com a ajuda de Nina Chatu, um mercador hindu insatisfeito com o sultão Mamude, conseguiu escrever cartas ao governador Afonso de Albuquerque.
Albuquerque dirigiu uma expedição de 16 navios, 700 soldados portugueses e 300 auxiliares malabares contra Malaca e, com o apoio de parte da sua população, conseguiu arrebatar a cidade ao impopular Sultão Mamude, após uma operação militar que durou dois meses, de 1 de Julho a 1 de Setembro. Albuquerque construiu depois uma fortaleza, abriu várias instituições na cidade e confirmou a liberdade religiosa aos seus habitantes. Malaca tornou-se uma base de operações para futuros empreendimentos portugueses na região e para lá dela, fossem eles de cariz exploratórios, diplomáticos ou comerciais.
A conquista de Malaca deveu-se ao plano que o rei Manuel I de Portugal tinha de alcançar o Extremo Oriente antes dos castelhanos mas também ao de Afonso de Albuquerque de fundar bases sólidas para o Império português no Oriente, em que se incluía Ormuz, Goa e Adém, para dominar o comércio e impedir a navegação muçulmana no Oceano Índico. A conquista de Malaca foi um importante evento que moldou o rumo da história do sudoeste asiático.

### Campanhas de Samatra (1515)

Bandeira da Ordem de Cristo, estandarte naval e de guerra português

Por volta de Junho de 1515 o capitão Jorge Botelho, com uma esquadra de 11 navios de remo, 100 soldados portugueses e 500 auxiliares malaios, destroçou no rio de Campar uma frota do sultão de Linga - vassalo do sultão Mamude - que se encontrava a sitiar a cidade de Campar, cujo sultão era aliado dos portugueses. A frota de Linga contava com 80 lancharas mas foi totalmente capturada pelos portugueses e oferecida ao sultão de Campar.
Quando em Malaca se soube que o sultão Mamude se preparava para enviar uma frota a atacar os navios portugueses por então a mercadejar em Menencabo, o capitão de Malaca Jorge de Albuquerque enviou 9 navios de remo e 100 portugueses comandados por Francisco de Melo a protegê-los. No rio de Siaca destroçaram 24 lancharas do sultão Mamude, quando estas se dividiram em dois grupos para contornarem uma ilha no meio do rio.

### Batalha de Pago (1520)

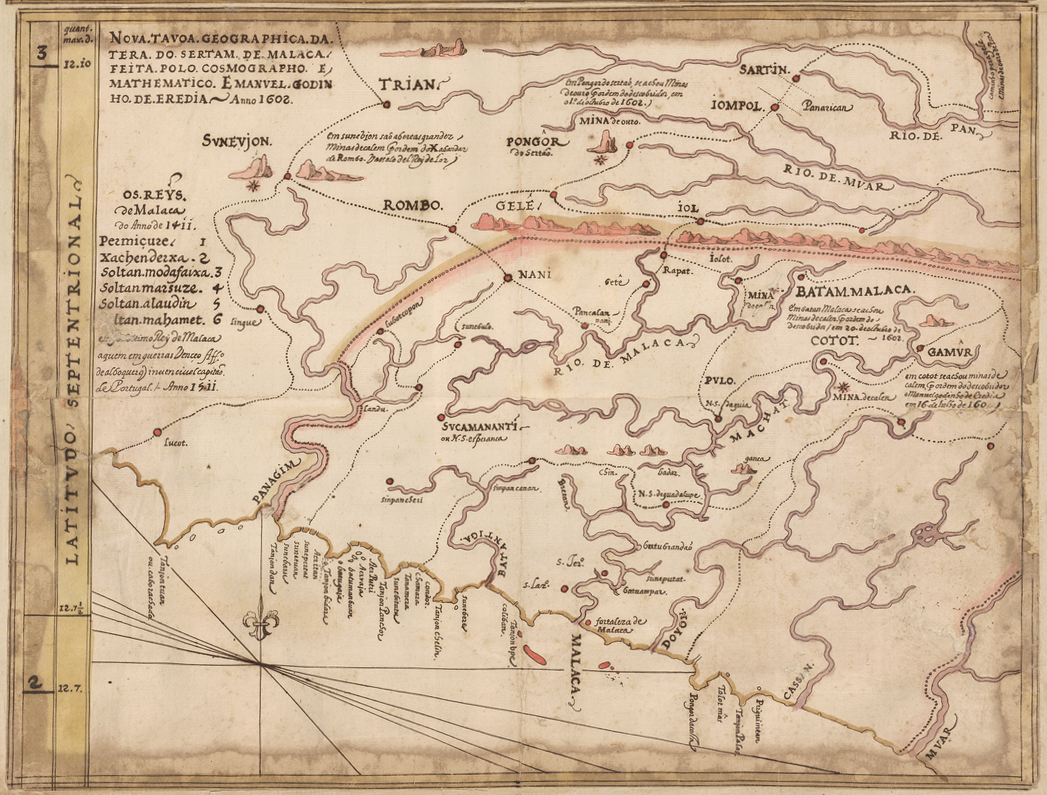
Mapa português da região de Malaca

Depois de terem os portugueses conquistado Malaca, o sultão Mamude, expulso da sua capital, construiu um acampamento fortificado em Pago e de lá ele enviava ataques a assediar a cidade, na mira de recuperá-la mais tarde.
Quando o capitão de Malaca recebeu reforços de Goa, o capitão de Malaca Garcia de Sá obrigou todos os guerreiros do sultão a abandonarem as imediações de Malaca. O capitão António Correia depois tomou o acampamento do sultão Mamude em Pago com 150 portugueses e 300 auxiliares Malaios embarcados numa pequena esquadra de 2 naus, 1 caravela, 2 a 4 galeotas e um certo número de lancharas de Malaios, obrigando-o assim a fugir com as suas tropas e Corte para Pão, e de lá para a ilha de Bintão, reino insular que usurpou.

### Batalha de Bintão (1521)
Em 1521 o capitão de Malaca Jorge de Albuquerque atacou Bintão com 18 navios e 600 homens. Devido à falta de familiaridade com aquela região, em especial com as suas rasas águas, os portugueses retiraram-se depois de terem perdido 20 homens e um navio ligeiro a remos. Após este desaire, os ataques do sultão Mamude aumentaram em número.[carece de fontes?]

### Battle of Muar river 1523
Nos primeiros meses de 1523 o ex-sultão de Malaca e o sultão de Pão fundaram uma base junto às margens do Rio de Muar, de onde lançavam ataques contra as linhas de abastecimento naval de Malaca.
O capitão Jorge de Albuquerque despachou para lá uma pequena esquadra em Abril para combater os malaios, porém uma forte tempestade dispersou os navios dos portugueses e depois três deles foram emboscados ao subirem o rio de Muar, tendo morrido 65 soldados. The Malays then withdrew.

### Campanhas malaias (1524)
O sultão Mamude sitiou Malaca em Maio de 1524 com uma frota de 80 navios e 16 000 homens, comandados por um renegado português. A guarnição portuguesa contava com 200 soldados, apoiados pelo corpo de auxiliares malaios e, passado um mês, pouco depois da chegada de reforços portugueses os atacantes retiraram-se para Bintão.

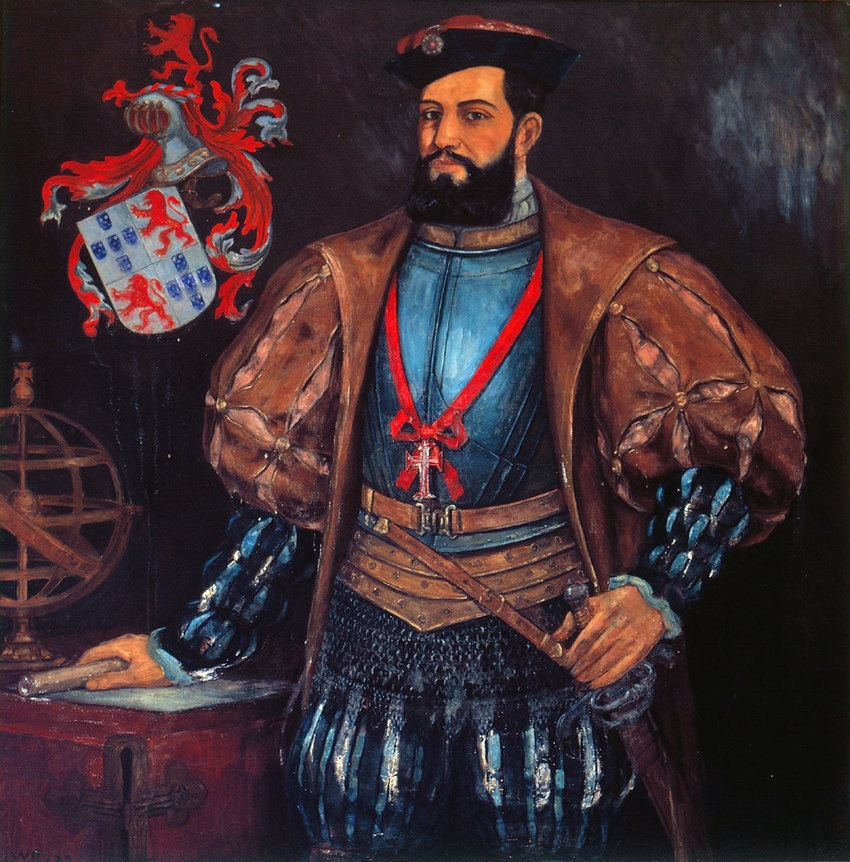
Martim Afonso de Sousa

Depois de ter socorrido Malaca com reforços, o capitão-mor Martim Afonso de Sousa perseguiu o almirante do ex-sultão de Malaca até Bintão, cidade que foi bloqueada por três meses. De lá o Sousa partiu para Pão, destruiu os navios ancorados no rio e matou mais de 600 pessoas como represália pela ajuda prestada ao sultão Mamude. Certa quantidade de pessoas foram cativadas e reduzidas à escravidão.[carece de fontes?]
Em Junho de 1524, o capitão-mor Martim Afonso de Sousa destruiu 36 juncos ancorados no porto de Patani, que se havia aliado ao sultão de Pão e ao sultão Mamude, e incendiou a cidade, bem como os campos agrícolas circundantes, incluíndo os pomares e as palmeiras. Mais 70 juncos chegados de Sião ou de Java foram destruídos nas duas semanas seguintes. No ano seguinte, o novo capitão de Malaca Pedro de Mascarenhas (1525-1526) logrou selar a paz com Patani, mediante uma embaixada despachada para a cidade, chefiada por Marim Afonso de Melo Jusarte.

### Batalha de Linga (1525)

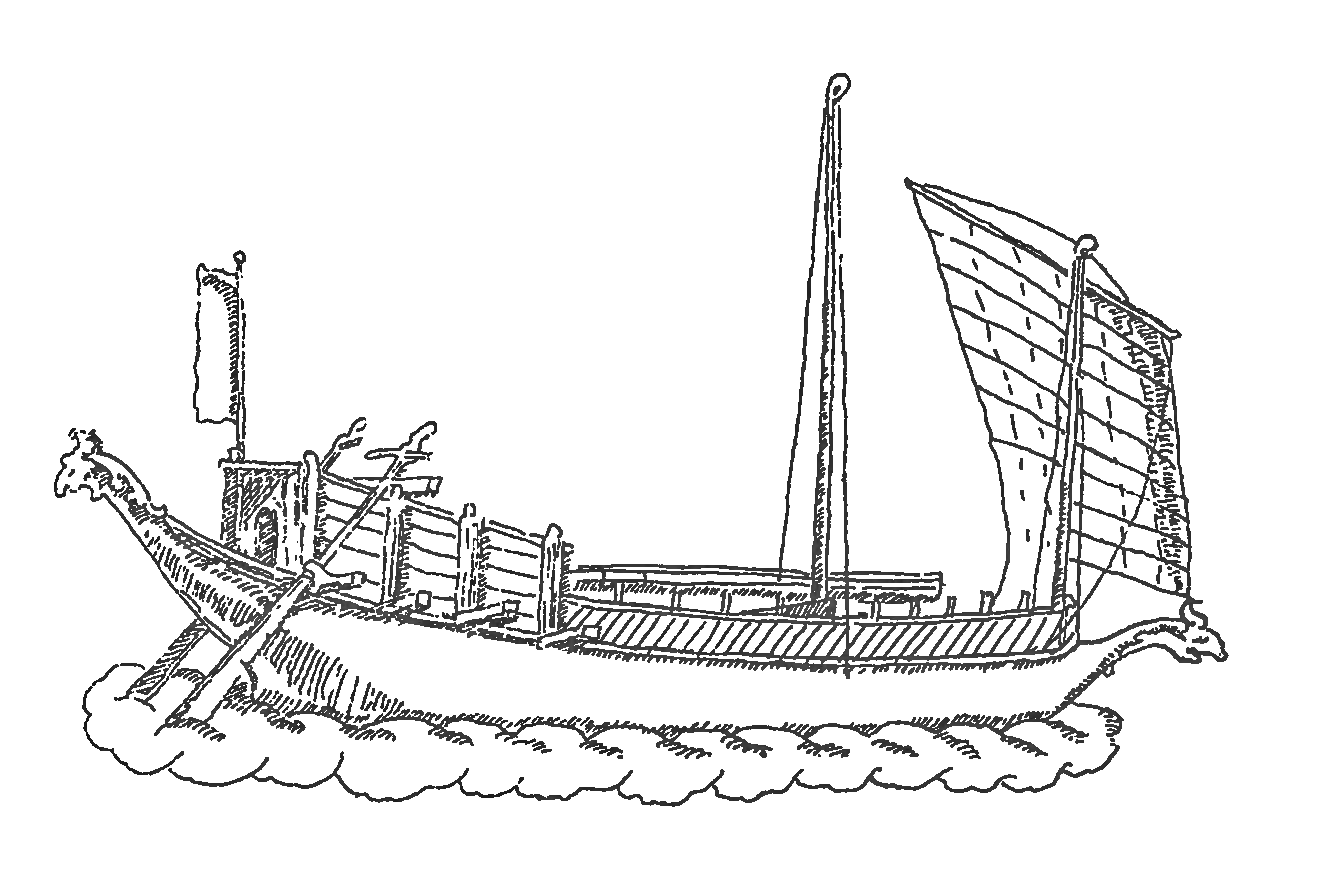
Ilustração portuguesa de uma lanchara de malaios

Em 1525, duas naus portuguesas com 80 soldados, comandadas por Álvaro de Brito e António Raposo partiram em auxílio do sultão de Linga, aliado dos portugueses, e destroçaram uma grande frota do sultão Mamude e do sultão de Indragiri, composta por 160 lancharas e 2000 homens, perto do arquipélago de Linga.

### Cerco de Bintão (1526)
Em 1526 o capitão D. Pedro Mascarenhas decidiu tirar partido do grande número de soldados portugueses então em Malaca para levar a cabo uma vigorosa campanha contra Bintão e neutralizar de uma vez por todas o sultão Mamude.
D. Pedro bloqueou o reino insular de Bintão e sitiou a sua capital com 15 navios, 600 soldados portugueses, 300 auxiliares malaios, mais um número de "escravos de peleja" que ficou por registar. Apesar das dificuldades impostas pelo terreno difícil, mais propício à defesa e de ter o sultão Mamude obtido ajuda do seu aliado o sultão de Pão, os portugueses, em desvantagem numérica transpuseram todos os perigos e tomaram a cidade de surpresa em certa noite, dispersando todos os seus defensores. A cidade de Bintão foi então arrasada e o reino devolvido ao seu anterior soberano.

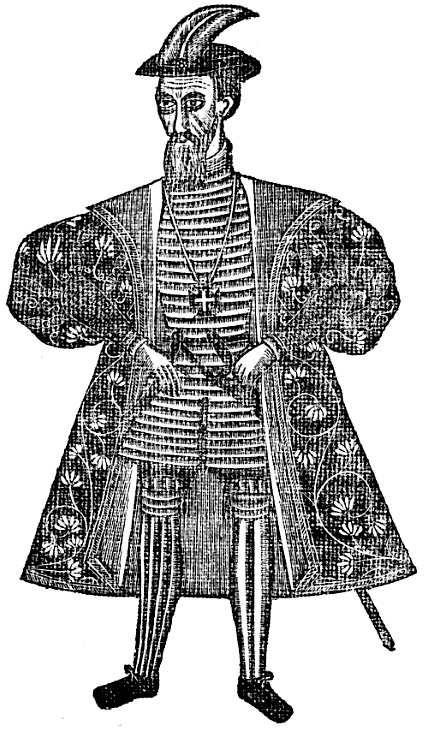
O capitão Dom Pedro Mascarenhas

O sultão Mamude sobreviveu à destruição de Bintão e fugiu para a ilha de Samatra, na qual veio a morrer mais tarde. A derrota do antigo sultão de Malaca impressionou muitos soberanos do Estreito de Malaca e estes enviaram embaixadas na mira de assinar tratados com os portugueses, algo que depois valeu a Malaca muitos anos de prosperidade.

## Guerra luso-jor (1533–1536)
Após a destruição de Bintão e a morte do sultão Mamude, o seu filho Alauddin Riayat Shah II de Jor fundou na península da Malásia o Sultanato de Jor, hostil aos portugueses. Em 1533 o sultão de Jor mandou torturar publicamente até à morte um embaixador português com água a ferver, que equivalia a uma declaração de guerra. Semelhantes atentados contra a vida de embaixadores eram altamente contrários ao uso português ou europeu mas comuns na Ásia.
Em Maio de 1534 uma pequena frota de Jor de 17 lancharas combateu contra uma frota portuguesa perto do rio de Muar e mataram D. Paulo da Gama, filho de Vasco da Gama e irmão do capitão de Malaca D. Estevão da Gama.

### Primeira batalha de Ugentana (1535)
Depois de terem os malaios morto o seu irmão, o capitão D. Estevão da Gama atacou Jor em Junho de 1535 com uma nau, uma caravela redonda e 18 navios ligeiros a remo com cerca de 400 portugueses e 400 escravos-de-peleja. Os portugueses velejaram rio acima até chegarem a Jor e atacaram as defesas da cidade mas o sultão fugiu para o mato a coberto da escuridão noctura. Os portugueses capturaram vários navios, despojos e artilharia na cidade, que depois foi arrasada.

### Segunda batalha de Ugentana

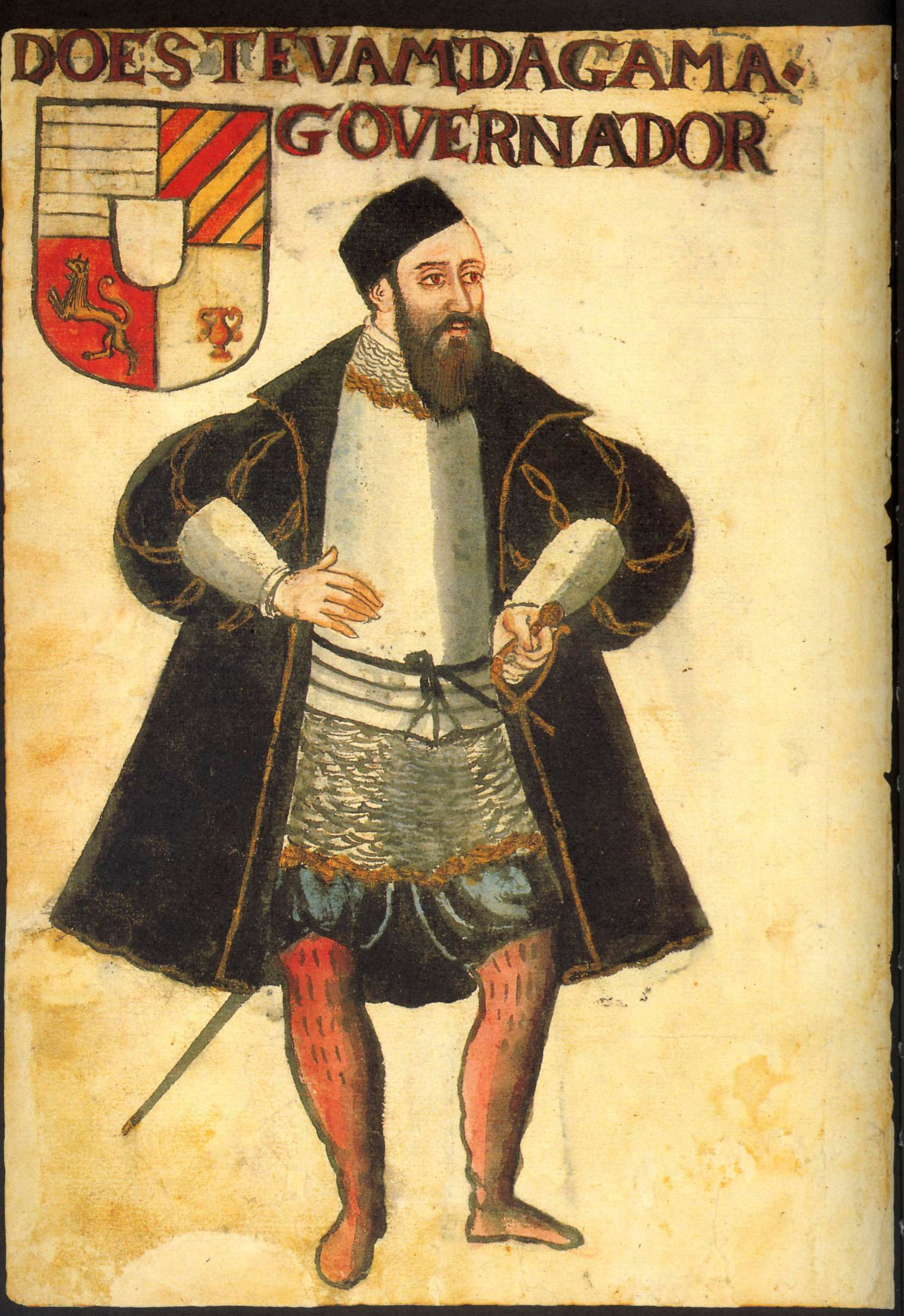
D. Estevão da Gama, capitão de Malaca de 1535 a 1539

O sultão de Jor escapou à total destruição das suas forças ao ter abandonado a cidade e retirado a suas tropas para a selva, ao passo que a sua frota encontrava-se fora por então. Logo o sultão conseguiu reconstruir a sua cidade e continuar a atacar a navegação de Malaca depois dos portugueses terem partido. Não obstante encontrava-se enfraquecido por terem os portugueses capturado toda a sua artilharia no ataque de 1535. D. Estevão partiu mais uma vez de Malaca para um ataque a Jor, desta feita com uma nau, alguns navios a remo, 400 soldados portugueses, 400 auxiliares Malaios e número incerto de escravos-de-peleja armados com arcabuzes.
Os portugueses combateram as tropas do sultão perto de Jor e desta vez lograram capturar a frota de Jor. O sultão observou a batalha ao longe, montado num elefante e uma vez mais tentou fugir para a selva mas sofreu uma revolta e o seu trem de bagagem foi pilhado pelas suas tropas em fuga. O sultão pediu aos portugueses para negociar, portanto, mas o capitão D. Estevão não confiava no sultão e só aceitou selar a paz depois de lhe ter sido entregue como refém o tio do sultão, de forma a garantir que este respeitava o acordo de paz.
Capturada a frota de Jor, a navegação no estreito de Malaca e Singapura tornou-se muito mais segura e o comércio cresceu.

## Conflitos posteriores

### Cerco de Malaca (1551)

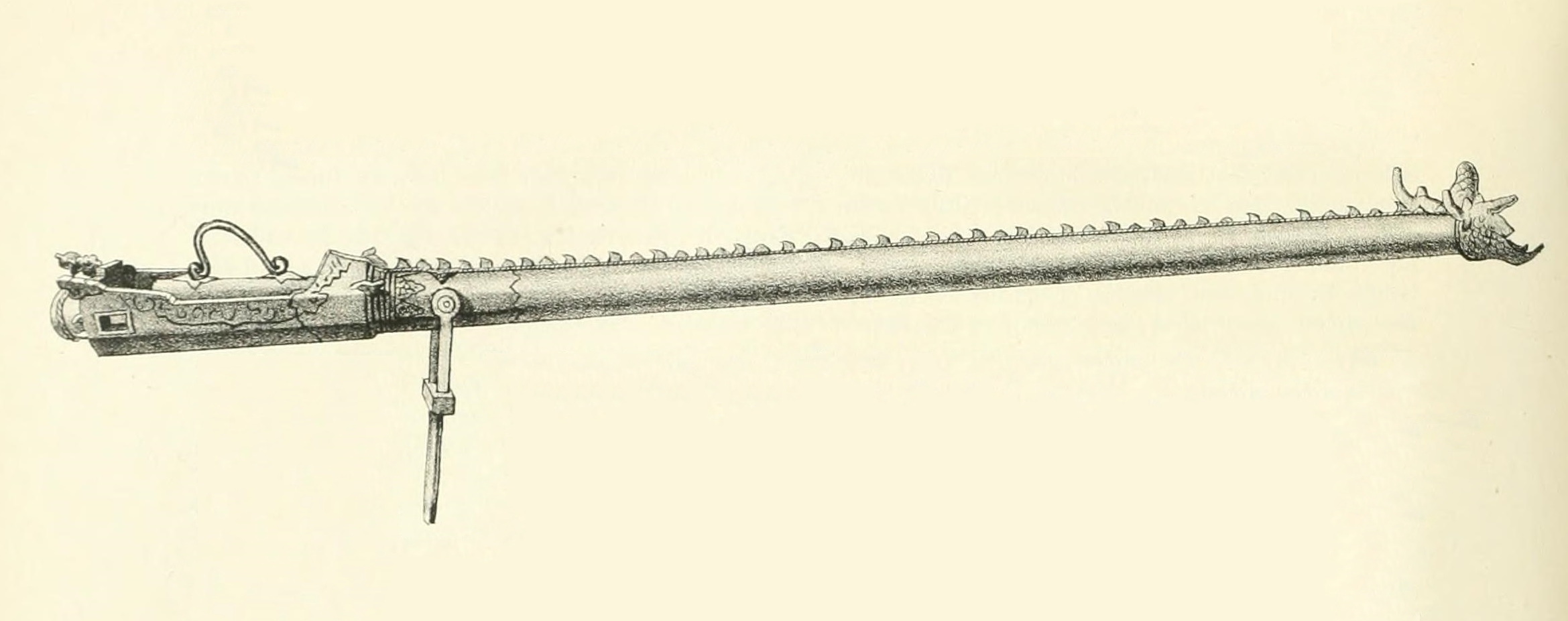
Canhão malaio

Recuperado das suas perdas, o sultão de Jor desprezou o tratado assinado em 1536 e organizou uma grande frota com que atacar Malaca e que incluía as forças coligadas de Jor, Perak, Pão e do Sultanato de Japará na ilha de Java. Era composta por cerca 200 navios, dos quais 150 eram navios de remo malaios e 40 eram juncos javos, mais 10 000 homens, dos quais 6 000 eram malaios e 4 000 eram javos. A guarnição de Malaca resumia-se a 400 portugueses.
Falhou uma tentativa de obrigar a guarnição portuguesa a sair da fortaleza por logro e Malaca foi cercada. Passados três meses fora manifesta a incapacidade dos atacantes de cortar as vias de comunicação navais da cidade e quando o capitão D. Pedro da Silva colocou em circulação o rumor de que os portugueses preparavam-se para atacar as cidades costeiras da Malásia os malaios abandonaram o cerco. Os javos, ainda em terra, foram depois destroçados pelos portugueses em batalha e obrigados a reembarcar, tendo sofrido muitas baixas. A maioria das baixas dos portugueses deveram-se a poços de água envenenados.

### Cerco de Jor (1587)

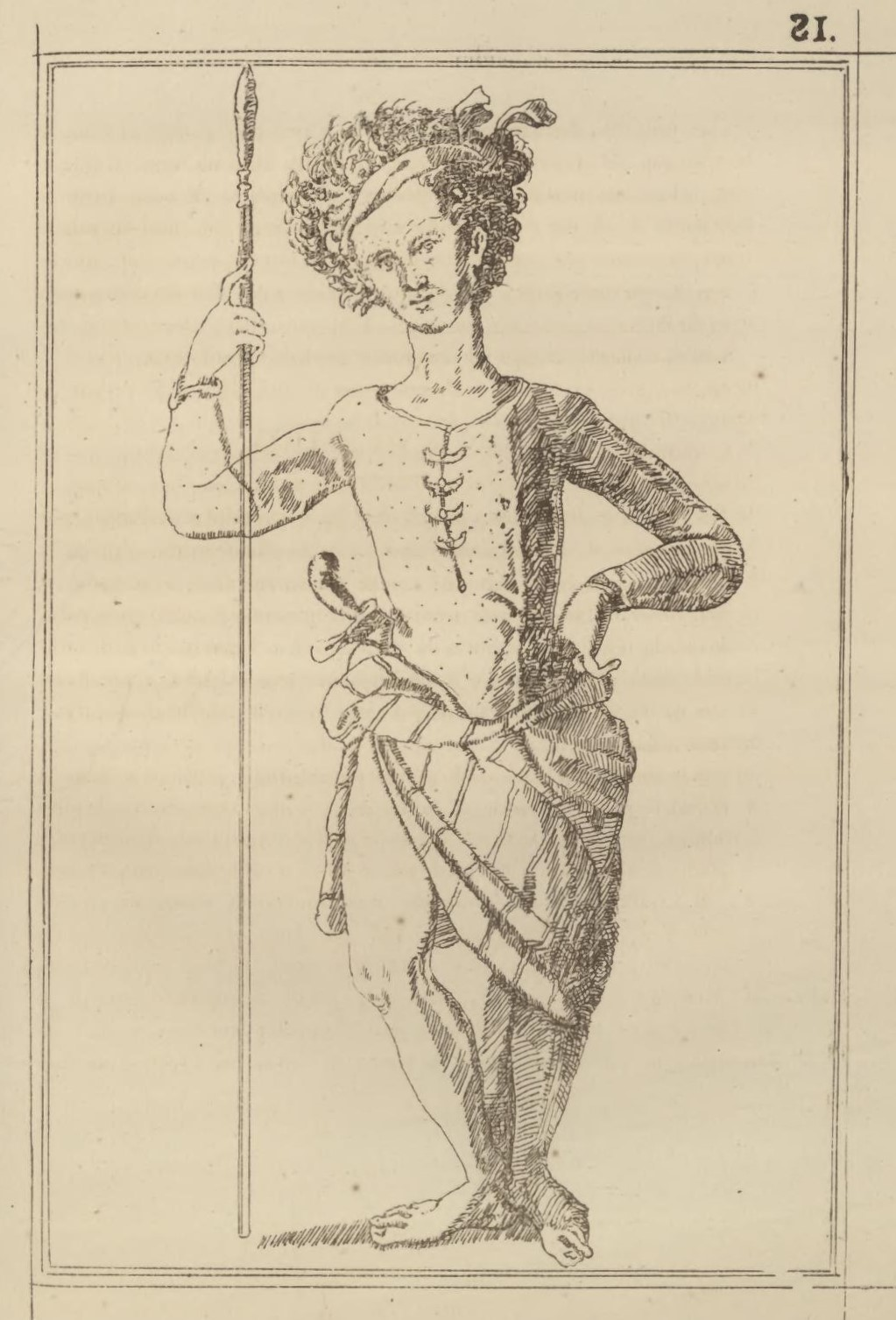
Esboço português de um guerreiro malaio

Em 1586 as forças navais de Jor começaram a desviar o tráfego marítimo para o Estreito de Singapura. Uma grande frota de Jor tentou inclusive atacar Malaca mas viu-se obrigada a bater em retirada devido aos galeões fortemente armados ancorados no porto da cidade. O capitão de Malaca João da Silva pediu reforços a Goa e para fazer frente à ameaça o vice-rei D. Duarte de Meneses enviou-lhe 3 galeões e 500 soldados portugueses comandados por D. Paulo de Lima.
As tropas de Jor não conseguiram impedir o desembarque da pesada infantaria portuguesa e, após um bombardeio naval a cidade foi tomada à viva força e o sultão obrigado a fugir para a selva destroçado. Os portugueses capturaram neste ataque grande quantidade de despojos, incluíndo para cima de 1 000 canhões, a maioria de pequeno calibre porém, bem como 1 500 espingardas e incendiaram mais de 2 000 embarcações de diversos tamanhos. Arrasada Jor, D. Pedro de Lima saqueou também Bintão, cidade, por então, vassala de Jor.

### Cerco de Malaca (1606)
Malaca foi cerca em 1606 pelas tropas da Companhia Holandesa das Índias Orientais, comandads por Cornelis Matelieff de Jonge com o apoio do sultão de Jor Alauddin Riayat Shah III, que em Maio assinara uma aliança com os holandeses. Aos holandeses era prometida a posse de Malaca em troca de um acordo comercial com Jor.[carece de fontes?]
A pequena guarnição portuguesa, comandada por André Furtado de Mendonça, logrou resistir aos ataques directos dos holandeses enquanto não chegou o governador Martim Afonso de Castro com reforços e isto levou a que os holandeses abandonassem o cerco. Os holandeses foram também derrotados pelos portugueses na batalha do Cabo Rachado.[carece de fontes?]

### Campanha contra Jor (1607)

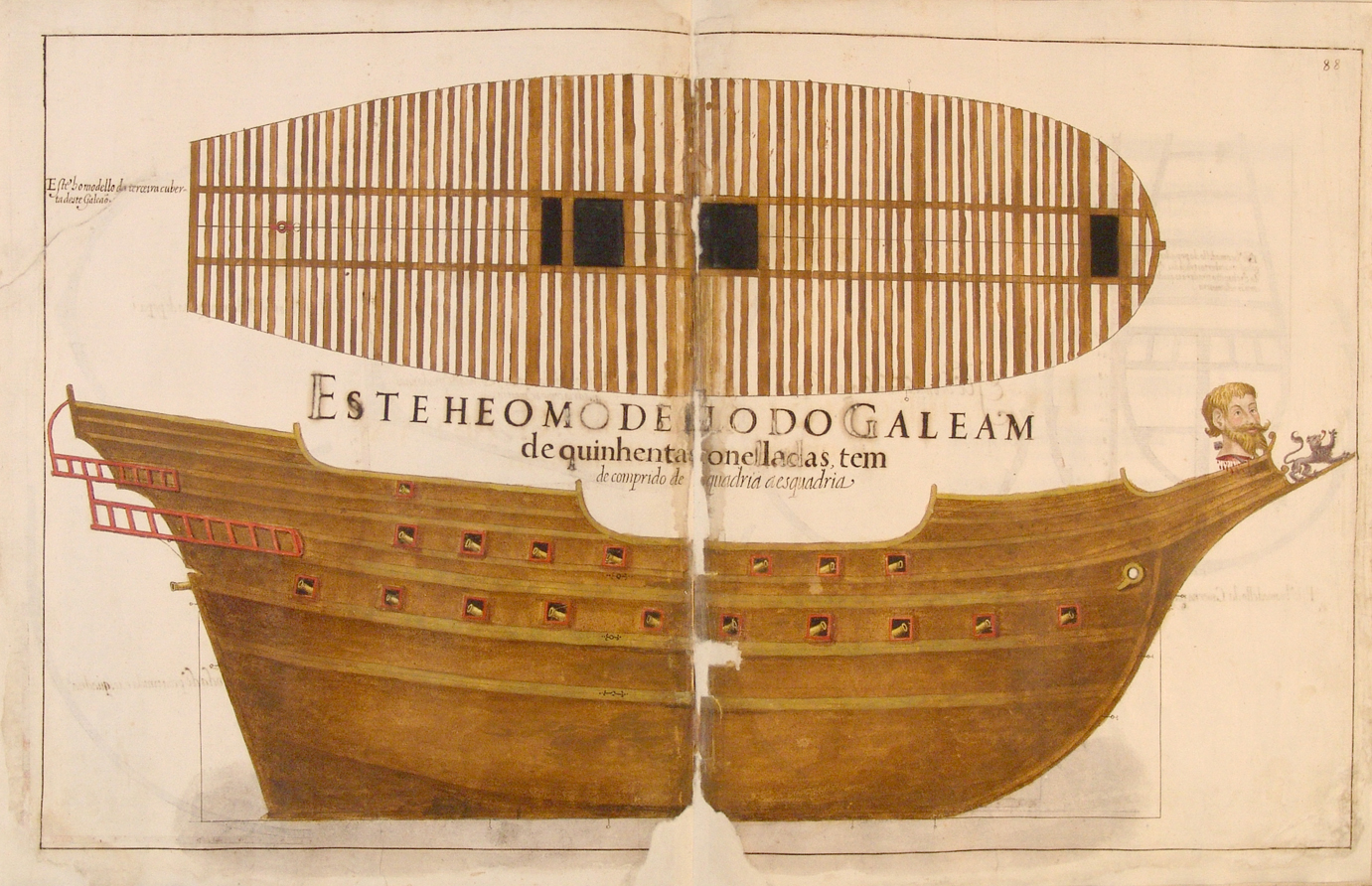
Ilustração de 1616 de um galeão português

Depois de Jor ter firmado uma aliança com a Companhia Holandesa das Índias Orientais, a marinha portuguesa manteve Jor sob bloqueio a partir de 1606, cortando assim o comércio e as comunicações exteriores do sultanato.[carece de fontes?]
A 15 de Dezembro de 1607 uma força naval portuguesa de 13 galeões ancorou diante da cidade em preparação para um ataque anfíbio. Não se revelaram necessárias mais acções: ao avistar os portugueses, o sultão de Jor entrou em pânico, incendiou a sua capital e fugiu com as suas tropas para a selva, acompanhado pelos mercadores holandeses residentes. Os portugueses destruíram a frota de Jor e alcançaram os seus objectivos com uma simples demonstração de poder naval.
Em 1610, Jor assinou um acordo de paz com os portugueses.[carece de fontes?]

### Cerco de Malaca (1641)

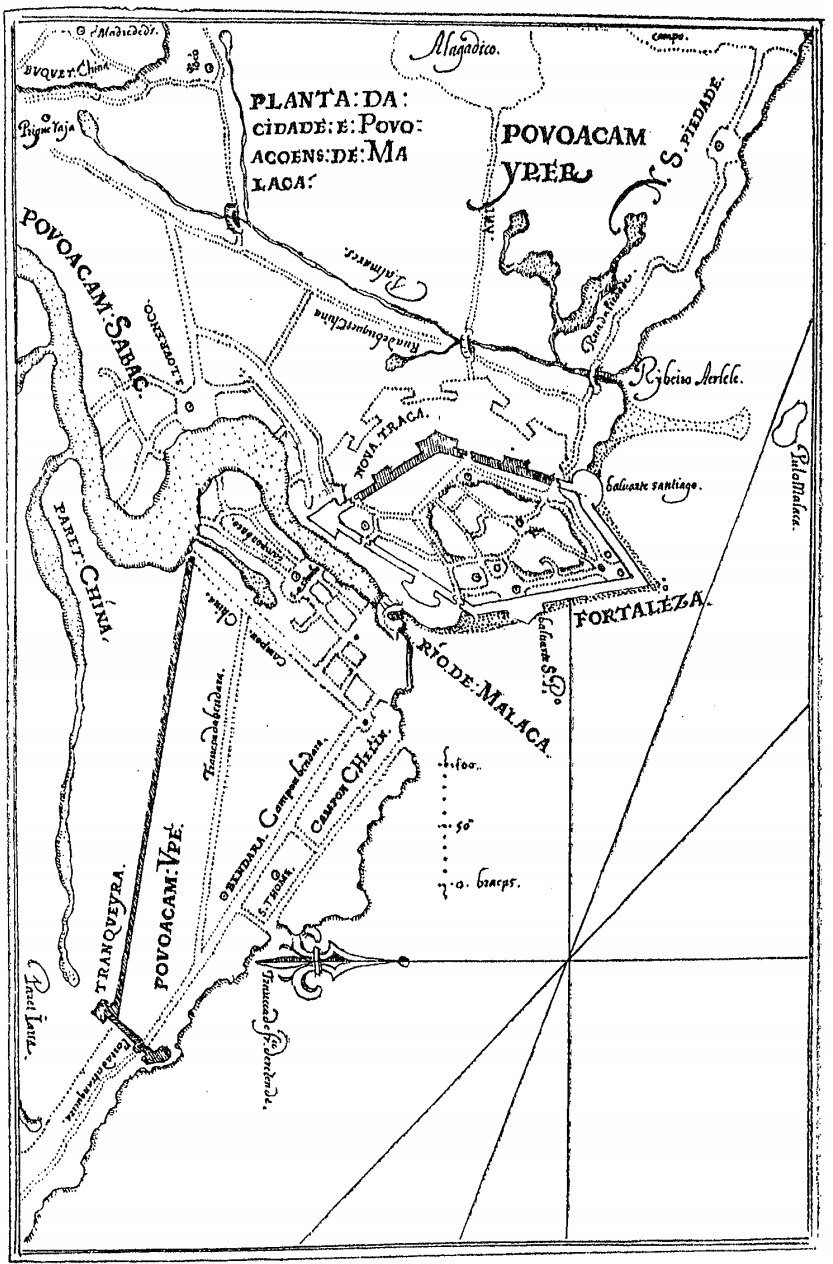
Plano de Malaca Portuguesa em 1606

Ao fim de muitos anos de conflito intermitente a Companhia Holandesa das Índias Orientais reuniu uma força de 2 000 europeus em Batávia em Agosto de 1639 na mira de enviá-los contra Malaca. Em príncipios de Maio de 1640 o governo de Batávia resolvera conquistar Malaca fosse por via negociada ou pela força armada. O anterior comandante, Cornelis Symonz van der Veer, morrera desde então, pelo que o sargento-mor Adriaen Antonisz foi escolhido para substituí-lo. Em Malaca, comandava os portugueses Manuel de Sousa Coutinho. A cidade encontrava-se bem fortificada, com muralhas de 9,8 metros de altura capazes de resistir a um bombardeamento de ambas as partes. A cidadela dispunha de 70 grandes canhões e de 40 a 50 canhões mais pequenos. A guarnição resumia-se a 260 homens, se bem que os holandeses tenham alegado que os melhores soldados a defender a cidade eram os residentes nativos e mestiçados, cerca de 2 000 a 3 000 indivíduos ao todo. Também alegaram que só um poderoso exército europeu seria capaz de conquistar a cidade.
Os holandeses dispunham de ajuda prestada pelos seus aliados javos e bandaneses, bem como mardijkers, cerca de 98 ao todo. Os seus aliados malaios trouxeram de Jor cerca de 500 a 600 homens. Malaca foi tomada pela Companhia após um cerco de cinco meses, pondo assim termo a cerca de 130 anos de presença oficial lusa na região.[carece de fontes?]